# Nasoonaria
Nasoonaria là một chi nhện trong họ Linyphiidae.